# کنتشین
کنتسین (به لهستانی: Kętrzyn) یا راشتنبورگ [ˈkɛntʂɨn] () (آلمانی: Rastenburg, from Lithuanian and زبان پروسی باستان Raistpilis - "a castle in the swamps") ( listen); until ۱۹۵۰ لهستانی: Rastembork), شهری در شمال شرقی لهستان است که در ۲۰۰۴ ۲۸۳۵۱ نفر جمعیت داشته است.